# Norton Conyers
Norton Conyers est une paroisse civile du Yorkshire du Nord, en Angleterre.

## Personnalités liées
- James Grahme (1650-1729), homme politique et militaire britannique.